# K.J. Britt
K.J. Britt (Oxford, 4 giugno 1999) è un giocatore di football americano statunitense che milita nel ruolo di linebacker per i Miami Dolphins della National Football League (NFL).

## Carriera

### Tampa Bay Buccaneers
Britt al college giocò a football ad Auburn. Fu scelto nel corso del quinto giro (176º assoluto) nel Draft NFL 2021 dai Tampa Bay Buccaneers. Nella sua stagione da rookie disputò tutte le 17 partite, nessuna delle quali come titolare, con 11 tackle e un passaggio deviato.

### Miami Dolphins
Il 17 marzo 2025 Britt firmò un contratto di un anno con i Miami Dolphins.